# Magnus II. (Mecklenburg)

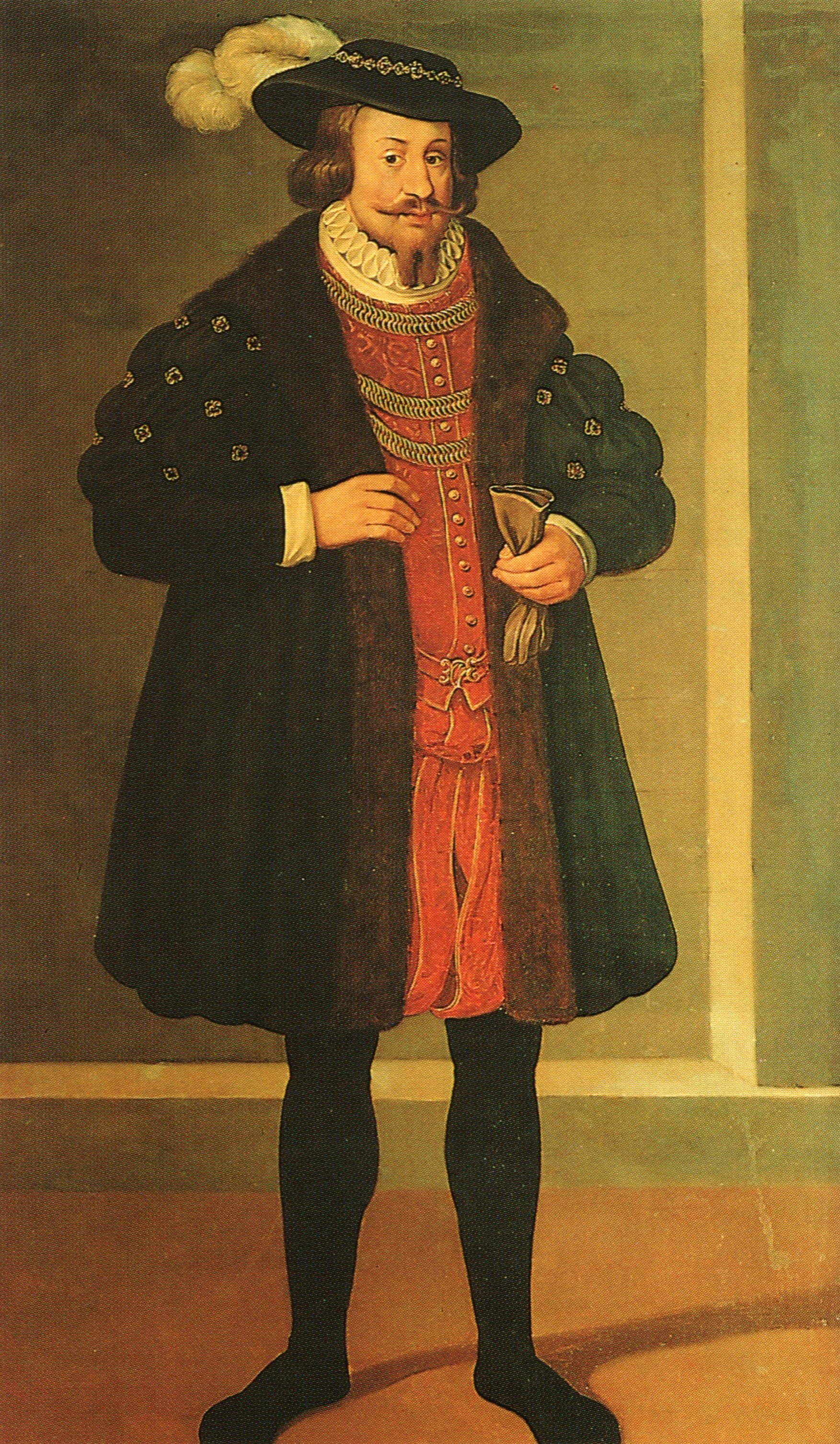
Theodor Fischer-Poisson, Herzog Magnus II.

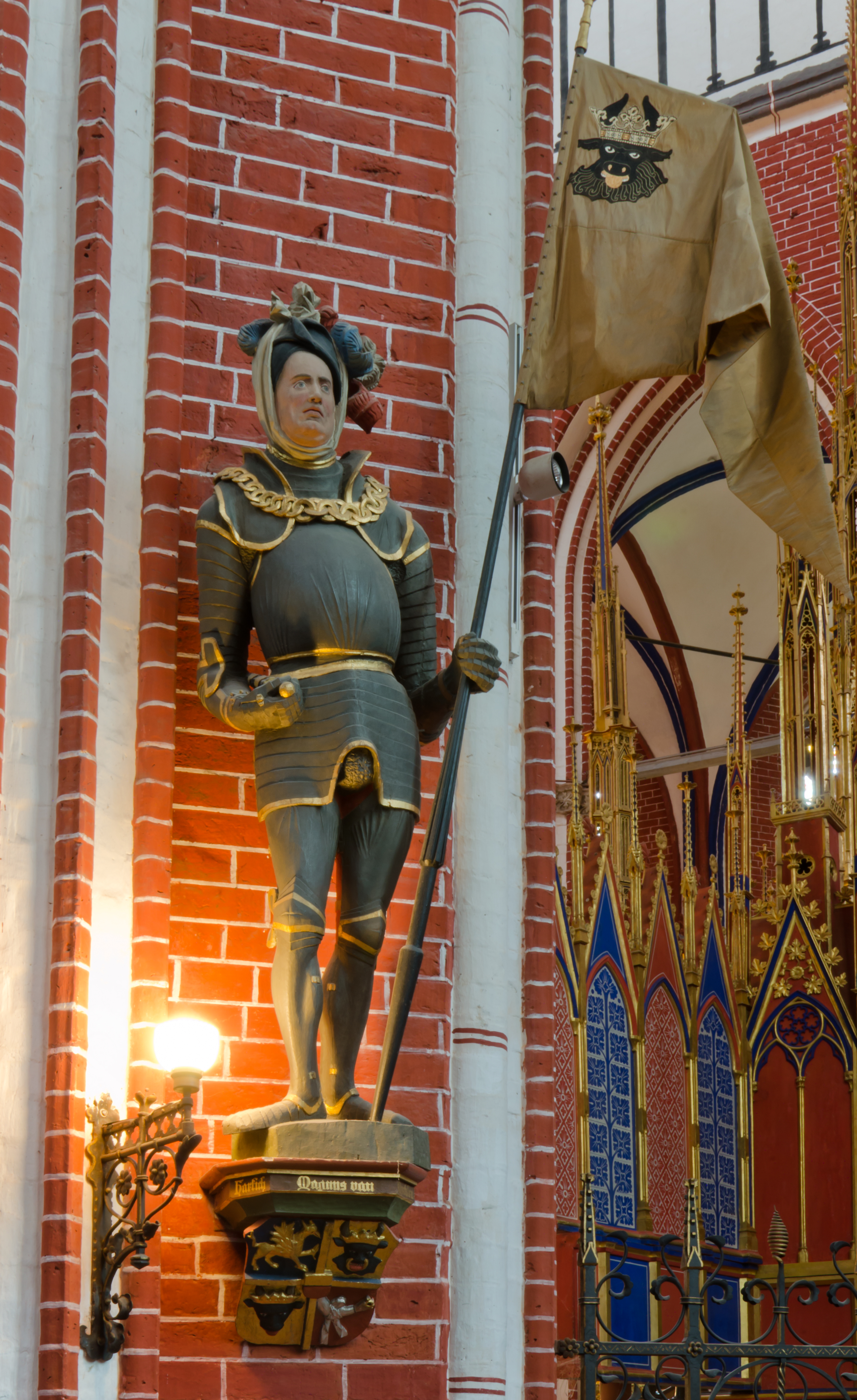
Memorialstatue mit Totenbinde im Doberaner Münster

Magnus II., Herzog zu Mecklenburg (* 1441; † 20. November 1503 in Wismar) war von 1477 bis 1503 regierender Herzog zu Mecklenburg.

## Leben
Magnus war ein energischer, tatkräftiger Fürst, hatte schon zu Lebzeiten seines Vaters Heinrich IV., der sich mehr und mehr einem genusssüchtigen Wohlleben ergab, mit seinen älteren Brüdern Albrecht und Johann den tätigsten Anteil an den Regierungsgeschäften übernommen und gelangte bald nach des Vaters Tode (1477) durch den frühen Tod der beiden älteren Brüder im Jahr 1483 tatsächlich zur Alleinregierung, da sein nunmehr einziger jüngerer Bruder Balthasar sich fast gar nicht um Regierungssachen kümmerte. Johann war schon 1474 vor dem Vater gestorben und hatte die Herzogin Sophie von Pommern als trauernde Braut hinterlassen, welche später Herzog Magnus selbst heimführte.
Magnus war von vornherein bestrebt, die Schulden, welche durch die verschwenderische Hofhaltung seines Vaters übermäßig angewachsen waren, zu verringern. Er schränkte seine eigene Hofhaltung in jeder Weise ein, löste verpfändete Güter und Regalien aus und suchte durch außerordentliche Beden den zerrütteten Finanzen wieder aufzuhelfen. Hierüber aber geriet er mit den beiden dem Hansebund angehörenden Städten Rostock und Wismar, welche als Hansestädte den Herzögen gegenüber stets eine selbstständigere Stellung geltend machten, in Streitigkeiten.
So kam es in Rostock in den Jahren 1487 bis 1491 zur Rostocker Domfehde. Der Anlass war die Einrichtung eines gemeinhin als „Dom“ bezeichneten Kollegiatstiftes an der Jakobikirche, mit der Herzog Magnus II. die Finanzierung der Universität und seine Machtposition innerhalb der Stadt sichern wollte. Am Tag der Weihe des Stifts, dem 12. Januar 1487, wurde der eben eingesetzte Stiftspropst Thomas Rode auf offener Straße brutal umgebracht, die anwesenden Fürsten mussten aus der Stadt fliehen. Dabei geriet Magnus während eines Streifzuges der Rostocker in äußerste Lebensgefahr und wurde nur durch die Entschlossenheit seiner nächsten Begleitung, welche sich im dichtesten Handgemenge schützend über ihn warf, mit knapper Not gerettet. Erst 1491 endete der von Handwerkern getragene Aufstand mit der Hinrichtung des Anführers Hans Runge und drei weiterer Aufständischer. Rostock musste das Domstift anerkennen, eine erhebliche Geldbuße leisten und alle Privilegien bestätigen. Dafür wurde die Lösung von Bann und Interdikt erreicht, welche die Herzöge Magnus und Balthasar vom Kaiser und vom Papst erwirkt hatten.
Außer diesen Fehden im eigenen Lande nahm Magnus nach der Weise der damaligen Zeit, wo Fehden wegen Erb-, Lehn- und Grenzstreitigkeiten der Fürsten untereinander oder mit ihren Vasallen an der Tagesordnung waren, auch an den Streitigkeiten benachbarter Fürsten wiederholt Anteil, sei es durch Kampf oder durch Vermittelung zwischen den streitenden Parteien. Manche andere Unternehmungen zum Wohl seines Landes wie die beabsichtigte Kanalverbindung der Ostsee mit der Elbe und Nordsee durch den Schweriner See sowie auch die Verbesserung des Gehaltes der mecklenburgischen Landesmünze musste der Herzog wegen Mangels der nötigen Mittel anstehen lassen.

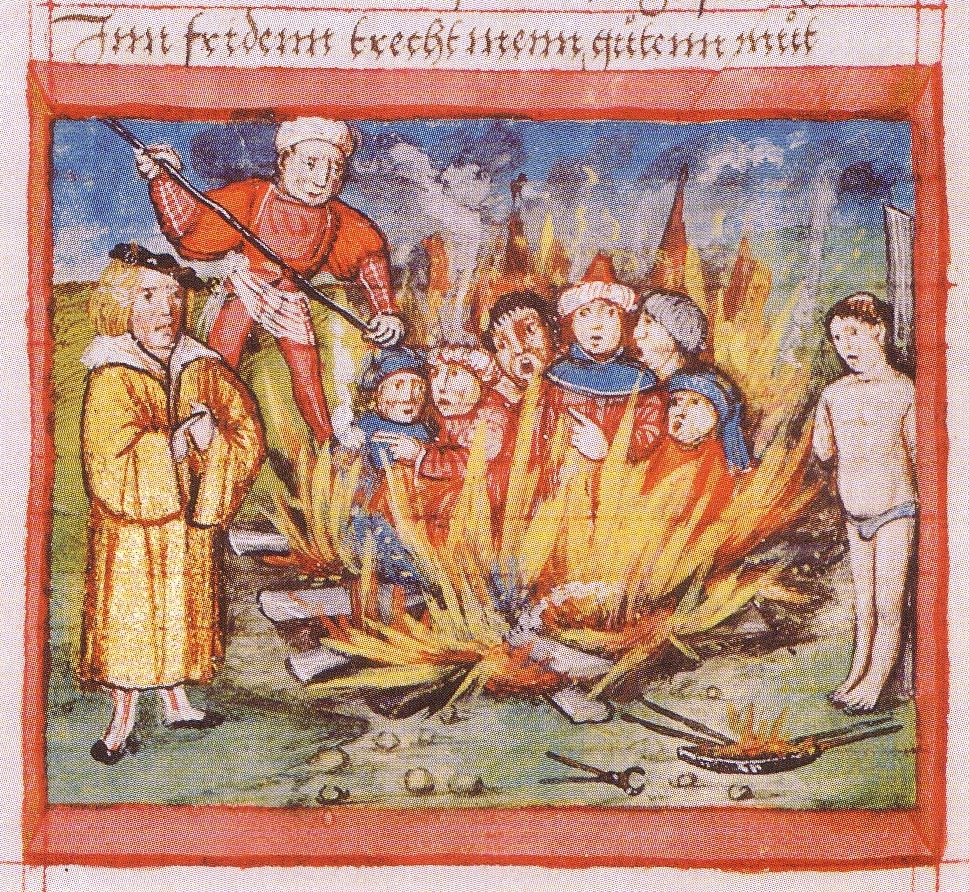
Judenverbrennung zu Sternberg unter Magnus II. (1492).

1492 bestätigte Magnus II. das im Sternberger Hostienschänderprozess nach kanonischem Recht gefällte Urteil gegen 27 Juden, denen Hostienfrevel unterstellt worden war. Die Juden wurden am 24. Oktober 1492 vor den Toren der Stadt Sternberg in seiner Gegenwart und der seines Bruders auf dem Scheiterhaufen hingerichtet. Alle übrigen Juden wurden des Landes verwiesen. Das Angebot von Magnus II. an die Juden durch Taufe dem Feuertod zu entgehen, wurde von diesen ausgeschlagen. Wie Friedrich Lisch schrieb, gingen alle „mit festem Muthe, ohne Widerstreben und Thränen zum Tode und hauchten mit alten, heiligen Gesängen ihr Leben aus.“
Doch hatte er in seinem häuslichen Leben die Genugtuung, noch bei seinen Lebzeiten zwei seiner Töchter mit angesehenen deutschen Fürsten zu vermählen, wodurch seine Tochter Anna die Stammmutter der hessischen und Sophie die der Ernestinischen regierenden Linie wurde, während, freilich erst nach seinem Ableben, seine jüngste Tochter Katharina als Mutter des berühmten Herzogs Moritz von Sachsen selber zu Ruhm gelangte. Magnus starb 1503 in Wismar und wurde später feierlich im Doberaner Münster beigesetzt.

## Nachkommen
Magnus II. war seit 29. Mai 1478 verheiratet mit Sophie von Pommern. Mit ihr hatte er folgende Nachkommen:
- Heinrich V. der Friedfertige (1479–1552), regierender Herzog zu Mecklenburg [-Schwerin]
- Dorothea (* 21. Oktober 1480; † 1. September 1537 in Ribnitz), seit dem 24. Februar 1498 Äbtissin im Kloster Ribnitz
- Sophia (* 18. Dezember 1481; † 12. Juli 1503 in Torgau), ⚭ 1. März 1500 mit Johann der Beständige von Sachsen
- Erich II. (1483–1508), Herzog zu Mecklenburg [-Schwerin]
- Anna von Mecklenburg (1485–1525), Landgräfin von Hessen
- Katharina von Mecklenburg (1487–1561), Markgräfin von Meißen
- Albrecht VII. der Schöne (1488–1547) von Mecklenburg [-Güstrow]